# غيلدرن
غلدرن (بالألمانية: Geldern) هي مدينة و بلدة ألمانية تقع في ألمانيا في كليفه. يقدر عدد سكانها بـ 34,073 نسمة .

## المدن التوأمة
مدن Bree و فورستنبرغ هافل هي مدن توأمة لـغلدرن.